# Apostol Pál
Apostol Pál (Zsarnó, 1787. október 3. – Miskolc, 1860. március 14.) református lelkész, a Tiszáninneni református egyházkerület püspöke 1848-tól haláláig.

## Élete
Tanulmányait Sárospatakon végezte, ahol 1813-ban a kollégium seniora lett; ezután Bécsbe ment tanulni. 1815-ben Losoncra hívták meg a hittani és azzal kapcsolatos tudományok tanszékére. 1817-ben a berzétei egyház lelkészévé választották, majd abban az évben lelkésszé szentelték. 1826-ban a jánosi, 1827-ben a miskolci lelkészi hivatalokba lépett; ez utóbbival az összekötött gimnáziumi hittanári hivatalt is viselte egy évig. 1831-ben a tiszáninneni kerület főjegyzőjévé, 1848-ban szuperintendensévé választották, amely tisztet haláláig viselte.

## Munkái
- A keresztyén vallás igazságainak csalhatatlansága, egy prédikáczióban. Miskolcz, 1827.
- A valódi hazaszeretet utolsó tisztességtetelére. T. Gömör- és Kis-Hont vármegye első alispánjának hamvai felett mondott beszéd. Sárospatak, 1830.
- Könyörgés Borsodvármegye tisztújítása alkalmával. Miskolcz, 1831.
- Könyörgés… Bató Biri felett. Uo. 1846. (Bató István lányának temetésére írt gyászbeszéd)
- Gyászbeszéd… József főherczeg nádor felett. Uo. 1847.
- Egyházi beszédek. Sajtó alá rendezte Nyilas Samu. 2 füzet. Uo. 1864.

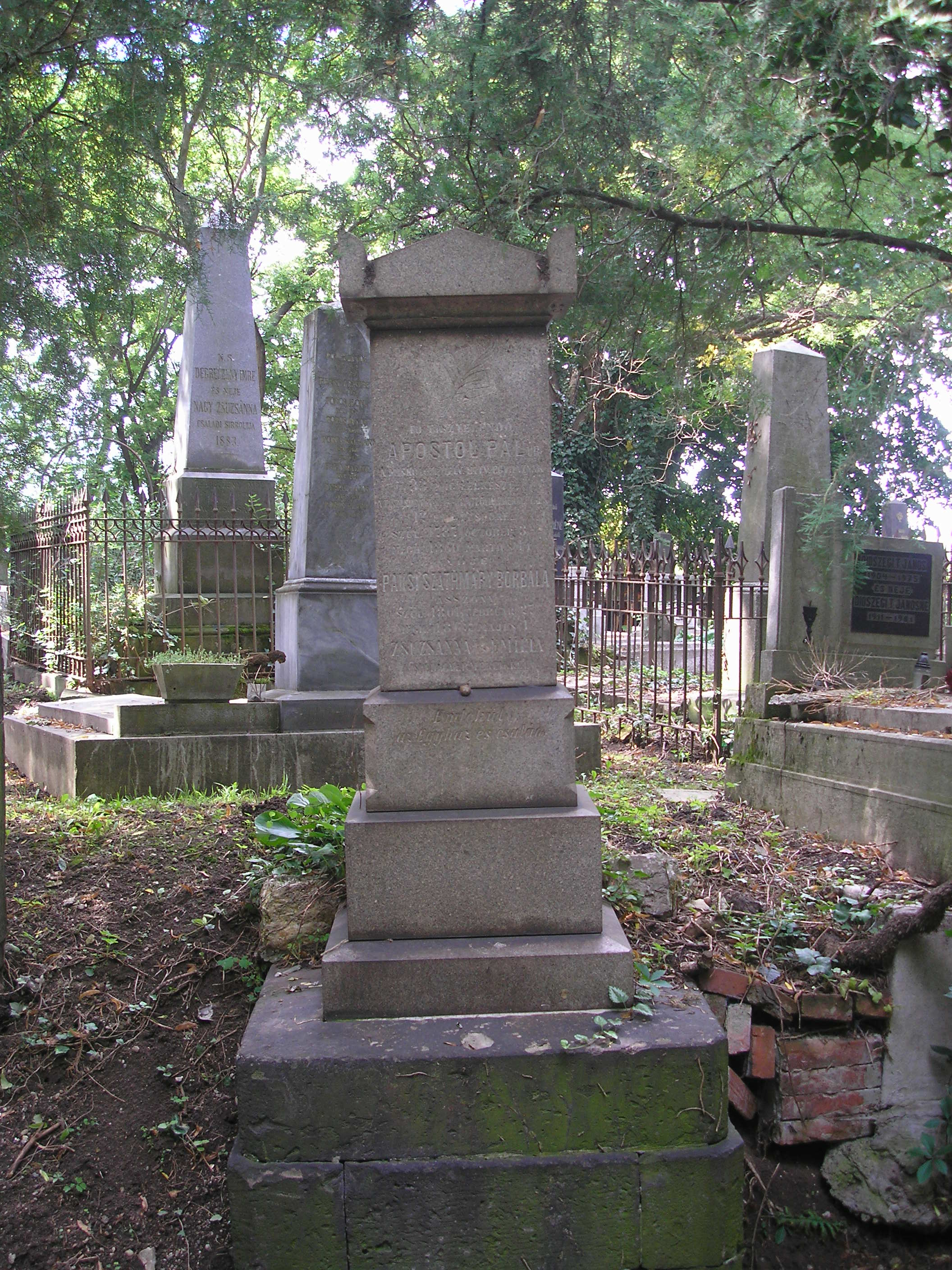
Sírja az Avasi temetőben